# معوية صفراء كاسلية
معوية صفراء كاسلية (الاسم العلمي:Enterococcus casseliflavus) هي نوع من البكتيريا تتبع جنس المكورة المعوية من فصيلة المكورات المعوية.